# Fiołek mokradłowy
Fiołek mokradłowy (Viola stagnina Kit. ex Schult.) – gatunek rośliny należący do rodziny fiołkowatych. Występuje w zachodniej Azji (Syberia i Kaukaz) i w Europie. W Polsce występuje wyłącznie na niżu, roślina bardzo rzadka.

## Morfologia
ŁodygaDelikatna, rozgałęziająca się, wzniesiona i przeważnie naga (co najwyżej pokryta rzadkimi i krótkimi włoskami). Wysokość 5–25 cm. Łodyga ulistniona.
LiścieO kształcie lancetowatym, lub słabo sercowatym, na nieco oskrzydlonych ogonkach. Ząbkowane przylistki na środkowych liściach są zwykle dwukrotnie krótsze od ogonka liściowego, na górnych liściach równe długości ogonka. Roślina nie wytwarza liści różyczkowych u nasady łodygi.
KwiatyDrobne, białe. Działki kielicha ostre i niejednakowej wielkości. Płatki korony zwykle z fioletowymi żyłkami. Boczne płatki odchylone w dół i nie nakrywają płatków górnych. Ostroga zielonkawego koloru, długości 2–3 mm i wygięta. Słupek z nagą szyjką i nie zgrubiałą w górnej części.
OwocTorebka z bardzo drobnymi nasionami.
Część podziemnaKorzenie i kłącze.

## Biologia i ekologia
Bylina, hemikryptofit. Kwiaty często płonne. Roślina kwitnie od maja do lipca. Występuje na mokrych łąkach, torfowiskach, aluwiach. Gatunek charakterystyczny dla Ass. Violo-Cnidietum dubii.

## Zmienność
Tworzy mieszańce z: fiołkiem drobnym, fiołkiem leśnym, fiołkiem psim, fiołkiem Rivina, fiołkiem wyniosłym.

## Zagrożenia i ochrona
Roślina objęta jest ścisłą ochroną gatunkową. Informacje o stopniu zagrożenia na podstawie:
- Czerwonej listy roślin i grzybów Polski (2006)[7] – gatunek wymierający-krytycznie zagrożony (kategoria zagrożenia E); 2016: VU (narażony)[8]
- Polska czerwona księga roślin[9] – gatunek narażony (kategoria VU)